# Takashi Sekizuka
Takashi Sekizuka (Prefectura de Chiba, 26 d'octubre de 1960) és un exfutbolista i entrenador japonès. Va dirigir la selecció japonesa, els Jocs Olímpics d'estiu de 2012.